# Уманський Олександр Михайлович
Олександр Михайлович Уманський (2 лютого 1900, Київ — 1973) — український учений у ділянці будівничої техніки.
Закінчив 1925 Київський політехнічний інститут. Під керівництвом Є. Патона та К. Сімінського виконав у 1925 — 1930-их pp. ряд проектів мостів в Україні. Від 1930 професор Київського інженерно-будівельного інституту, працював в Інституті будівельної механіки ВУАН. 1935 призначений до Воєнно-Повітряної Академії в Москві (з 1963 її професор).
Свої численні праці 1927 — 35 pp. друкував українською мовою та працював над українською технічною термінологією ділянки будівельної механіки. Після тривалої перерви 1960 знову друкувався українською мовою (в журналі «Прикладна механіка»).
Найважливіші праці: «Наплавні мости» (1931 та 1939), «Спеціальний курс будівельної механіки» (1934), «Згин та кручення тонкостінних авіаційних конструкцій» (1939), «Курс видержливости матеріалів» (2 тт., 1952), «Курс інженерної механіки літака» (1957).
Створив кінозбірку «Новели про героїв-льотчиків» (1938), а також стрічки: «Механізація нормальних пологів» (1928), «Народження людини» (1929), «Мікробіологія» (1931), «Академік Лисенко», «Споруди вагонного господарства», «Як самому зробити ліки» (1942), «Нова техніка в авіапромисловості» (1948), «Стрільба рикошетом» (1943), «Незабутня подорож», «У Катеринопольський МТС» (1951), «Ми в цьому самі винні» (1957), «Подача води на пожежу вперекачку» (1959), «В кожну сім'ю — газету і журнал», «Хто побудував цей дім» (1960), «Жаростійкий оетон» (1963) тощо.